# Боровце (округ П'єштяни)
Боровце (словац. Borovce) — село, громада округу П'єштяни, Трнавський край. Кадастрова площа громади — 10.87 км².
Населення 1087 осіб (станом на 31 грудня 2020 року).

## Історія
Боровце згадується 1262 року.

## Населення
| Рік:            | 1994. | 2004.   | 2014.   | 2024.    |
| --------------- | ----- | ------- | ------- | -------- |
| Кількість осіб: | 853   | 913     | 1002    | 1211     |
| Різниця:        |       | +7,03 % | +9,74 % | +20,85 % |

| Рік:            | 2023. | 2024.   |
| --------------- | ----- | ------- |
| Кількість осіб: | 1197  | 1211    |
| Різниця:        |       | +1,16 % |